# USS Case (DD-370)
DD 370 Case (Корабль соединённых штатов «Кэйс») — американский эсминец типа Mahan.
Заложен на верфи Boston Navy Yard 19 сентября 1934 года. Спущен 14 сентября 1935 года, вступил в строй 15 сентября 1936 года.
Выведен в резерв 13 декабря 1945 года. Из состава ВМС США исключён 28 января 1947 года.
Продан 31 декабря 1947 года и разобран на слом.